# Hutmachersyndrom
Das Hutmachersyndrom ist eine Quecksilbervergiftung, die im 18. Jahrhundert häufig bei Berufsgruppen auftrat, die täglichen Umgang mit Quecksilber hatten.
Der englische Ausdruck mad as a hatter („verrückt wie ein Hutmacher“) könnte darauf zurückgehen, dass Hutmacher mit Quecksilbersalzen behandelte Filze und Felle verwendeten. Eine weitere betroffene Berufsgruppe waren im 19. Jahrhundert Leuchtturmwärter, die ungeschützt an quecksilbergelagerten Drehfeuern arbeiteten.

## Symptome
Symptome der Vergiftung waren: Entzündungen, Nervenschäden, Unruhe, die Organe wurden angegriffen und die Intelligenz der Betroffenen ließ nach. Als Form des Erethismus spricht man vom Erethismus mercurialis.

## Vorkommen in der Literatur
Im Kinderbuch Alice im Wunderland (Lewis Carrol, 1865) trifft die Hauptfigur Alice auf den sogenannten verrückten Hutmacher.